# استان تولا

استان تولا در نقشهٔ روسیه.

استان تولا (به روسی: Тульская область) یکی از استان‌های روسیه است.
مرزهای کنونی این استان در تاریخ ۲۶ سپتامبر ۱۹۳۷ شکل گرفته است.
ارتودکس مسیحی و خداناباوری اعتقادهای اصلی مردم این استان را تشکیل می‌دهند.
استان تولا ۲۳ موزه دارد از جمله موزه دولتی سلاح تولا و موزه سماور تولا.
خانه و مِلک لئو تولستوی در ۱۲ کیلومتری شهر تولا نیز از جاذبه‌های گردشگری این استان است.